# Szent Mihály és Gábriel arkangyalok fatemplom (Cigányfalva)
A cigányfalvi Szent Mihály és Gábriel arkangyalok fatemplom műemlékké nyilvánított épület Romániában, Bihar megyében. A romániai műemlékek jegyzékében a  BH-II-m-B-01223 sorszámon szerepel.